# Лаврентийски ирокези
Лаврентийски ирокези (на английски: Saint Lowrence Iroquoians. Laurentians) е термин, който се прилага към туземното население на няколко села в началото на колониалния период, разположени по брега на река Сейнт Лорънс в района на днешния град Квебек, Канада.

## Историческа информация
На 10 октомври 1534 година два малки френски кораба акостират на брега на Нюфаундленд. Това била експедицията на Жак Картие. От Нюфаундленд французите продължават да плават до остров Принц Едуард, където виждат и първите туземци. Без да слиза на брега експедицията се връща във Франция.
На следващата година Картие отново посещава региона. Този път той навлиза в Сейнт Лорънс и стига до мястото, където се намира днешният град Квебек. Тук Картие се натъква на едно индианско село наричащо се Стадакона. Нагоре по реката вижда друго село – Ошлага (Хочалага). Ошлага е силно укрепено земеделско селище от около 50 „Дълги домове“ на лаврентийските ирокези, намиращо се на мястото на днешния град Монреал. Според Картие тези хора имат общо 10 големи укрепени села по Сейнт Лорънс и в хълмовете Гаспе, и говорят език с два диалекта. След това Картие се връща във Франция и повече от 60 години никой не посещава района.
Когато през 1603 година по тези места пристига нова френска експедиция, водена от Самюел дьо Шамплейн, от селата, споменати от Картие по-рано, няма и помен. Какво е станало със селата и техните жители, как са се казвали, и какъв език са говорели не е ясно. Предполага се, че някъде в средата на ХVІ век хората отиват на юг и се присъединяват или към хуроните или към мохоките.